# Supercopa da Inglaterra de 2022
A Supercopa da Inglaterra de 2022 foi a 100ª edição da competição da Supercopa da Inglaterra, sob o nome FA Community Shield, uma competição de futebol anual disputada pelos vencedores da Premier League e da Copa da Inglaterra da edição passada. Foi disputada em partida única entre o campeão da Premier League de 2021–22 (Manchester City) e o campeão da Copa da Inglaterra de 2021–22 (Liverpool).
Pela primeira vez em dez anos, o Estádio de Wembley não sediou a final da competição, em virtude da final do Campeonato Europeu de Futebol Feminino de 2022, que foi agendada no local apenas um dia depois da Supercopa. O mando da final foi passado para o King Power Stadium, estádio do Leicester City.
O Leicester City era o detentor do título, depois de ter vencido o próprio Manchester City na edição passada. No entanto, o clube não conseguiu se classificar para esta edição.

## Participantes
| Equipe          | Classificação                            |
| --------------- | ---------------------------------------- |
| Manchester City | Campeão da Premier League de 2021–22     |
| Liverpool       | Campeão da Copa da Inglaterra de 2021–22 |

## Detalhes da partida
Partida única
| 30 de julho de 2022 | Liverpool                                             | 3 – 1     | Manchester City | King Power Stadium, Leicester         |
| 17:00 (UTC+1)       | Alexander-Arnold 21' · Salah 83' (pen.) · Núñez 90+4' | Relatório | 70' Álvarez     | Público: 28,545 Árbitro: Craig Pawson |

## Campeão
| Campeão              |
| -------------------- |
| Liverpool 16º título |